# Mistrzostwa Ameryki Południowej U-15 w piłce nożnej
Mistrzostwa Ameryki Południowej do lat 15 w piłce nożnej (hiszp. Campeonato Sudamericano de Fútbol Sub-15) – rozgrywki piłkarskie w Ameryce Południowej organizowane co dwa lata przez CONMEBOL (hiszp. CONfederación SudaMEricana de FútBOL) dla zrzeszonych reprezentacji krajowych do lat 15.

## Historia
Zapoczątkowany został w 2004 roku przez CONMEBOL jako Mistrzostwa Ameryki Południowej do lat 16 w piłce nożnej. W turnieju uczestniczyły reprezentacje Argentyny, Boliwii, Brazylii, Chile, Ekwadoru, Kolumbii, Meksyku, Paragwaju, Peru, Stanów Zjednoczonych, Urugwaju i Wenezueli. Rozgrywki zostały rozegrane na stadionach Paragwaju. 12 drużyn najpierw zostały rozbite na trzy grupy, a potem ósemka najlepszych zespołów systemem pucharowym wyłoniła mistrza. Pierwszy turniej wygrała reprezentacja Paragwaju.
W następnym 2005 roku turniej był organizowany dla reprezentacji do lat 15. W mistrzostwach uczestniczyło 10 drużyn, które najpierw podzielono na dwie grupy, a potem czwórka najlepszych zespołów systemem pucharowym walczy o miejsca na podium.

## Finały
| Rok            | Gospodarz |           | Finał                                | Finał                                | Finał                                |                                  | Mecz o 3 miejsce | Mecz o 3 miejsce | Mecz o 3 miejsce |  | Liczba finalistów |
| Rok            | Gospodarz | Mistrz    | Wynik                                | Wicemistrz                           | Trzecie miejsce                      | Wynik                            | Czwarte miejsce  |                  |                  |  | Liczba finalistów |
|                |           |           | Mistrzostwa Ameryki Południowej U–16 | Mistrzostwa Ameryki Południowej U–16 | Mistrzostwa Ameryki Południowej U–16 |                                  |                  |                  |                  |  |                   |
| -------------- | --------- | --------- | ------------------------------------ | ------------------------------------ | ------------------------------------ | -------------------------------- | ---------------- | ---------------- | ---------------- |  | ----------------- |
| 2004 Szczegóły | Paragwaj  | Paragwaj  | 0 - 0 (5 – 3) karne                  | Kolumbia                             | Argentyna                            | Nie rozgrywano meczu o 3 miejsce | Urugwaj          | 12               |                  |  |                   |
|                |           |           | Mistrzostwa Ameryki Południowej U–15 |                                      |                                      |                                  |                  |                  |                  |  |                   |
| 2005 Szczegóły | Boliwia   | Brazylia  | 6 - 2                                | Argentyna                            | Paragwaj                             | 1 - 0                            | Boliwia          | 10               |                  |  |                   |
| 2007 Szczegóły | Brazylia  | Brazylia  | format ligowy                        | Urugwaj                              | Argentyna                            | format ligowy                    | Chile            | 10               |                  |  |                   |
| 2009 Szczegóły | Boliwia   | Paragwaj  | format ligowy                        | Brazylia                             | Ekwador                              | format ligowy                    | Urugwaj          | 10               |                  |  |                   |
| 2011 Szczegóły | Urugwaj   | Brazylia  | format ligowy                        | Kolumbia                             | Argentyna                            | format ligowy                    | Urugwaj          | 10               |                  |  |                   |
| 2013 Szczegóły | Boliwia   | Peru      | 1 - 0                                | Kolumbia                             | Argentyna                            | 2 - 1                            | Chile            | 10               |                  |  |                   |
| 2015 Szczegóły | Kolumbia  | Brazylia  | 0 - 0 (5 – 4) karne                  | Urugwaj                              | Argentyna                            | 1 - 0                            | Ekwador          | 10               |                  |  |                   |
| 2017 Szczegóły | Argentyna | Argentyna | 3 - 2                                | Brazylia                             | Paragwaj                             | Nie rozgrywano meczu o 3 miejsce | Peru             | 12               |                  |  |                   |
| 2019 Szczegóły | Paragwaj  | Brazylia  | 1 - 1 (5 – 3) karne                  | Argentyna                            | Paragwaj                             | 2 - 1                            | Kolumbia         | 12               |                  |  |                   |

## Statystyki
| Lp. | Drużyna   | Mistrz | Wicemistrz | Lata triumfów                 |
| --- | --------- | ------ | ---------- | ----------------------------- |
| 1.  | Brazylia  | 5      | 2          | 2005, 2007*, 2011, 2015, 2019 |
| 2.  | Paragwaj  | 2      | 0          | 2004*, 2009                   |
| 3.  | Argentyna | 1      | 2          | 2017*                         |
| 4.  | Peru      | 1      | 0          | 2013                          |
| 5.  | Kolumbia  | 0      | 3          |                               |
| 6.  | Urugwaj   | 0      | 2          |                               |

* = jako gospodarz.